# Джордж Саїтоті
Джордж Мусенгі Саїтоті (англ. George Musengi Saitoti, 3 серпня 1945, область Масаїленд, біля Найробі, колонія Кенія — 10 червня 2012, Кибіку, Нгонг, поблизу Найробі, Кенія) — кенійський військовий і політик, віце-президент Кенії (1989—1997 і 1999—2002).

## Біографія
Вивчав математику в Брандейському університеті, отримав докторський ступінь, потім — в університеті Сассекса й Університеті Ворика (Велика Британія). Вивчав економіку в Cambridge School of Weston, у Вестоні, штат Массачусетс (США).
- 1983—1989 рр. — міністр фінансів,
- 1989—1997 рр. — віце-президент Кенії,
- 1997—1999 рр. — міністр планування та національного розвитку,
- 1999—2002 рр. — віце-президент Кенії,
- 2001—2002 рр. — державний міністр,
- 2003—2005, 2006—2008 рр. — міністр освіти науки і технологій; відповідав за реалізацію програми безкоштовної освіти,
- з 2008 р. — міністр внутрішньої безпеки,
- 2008 р. — голова Партії національної єдності,
- 2010—2011 рр. — в.о. міністра закордонних справ Кенії.

У 1990—1991 рр. — виконавчий керівник Міжнародного валютного фонду МВФ і Світового банку, в 1999—2000 рр. — президент African, Caribbean and Pacific Group of States.
Був переконаним противником радикального ісламістського руху Джамаат Аш-Шабааб з сусіднього Сомалі. У зв'язку з тим, що ісламісти організовували терористичні акти на території Кенії проводилися спецоперації в їх відношенні.
Загинув у результаті авіакатастрофи, пов'язаної з катастрофою вертольота.